# Texas du Nord

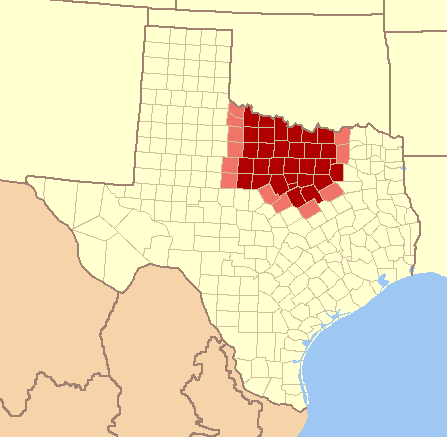
Carte du Texas et en rouge le Texas du Nord.

Le Texas du Nord, en anglais : North Texas, également appelé North Central Texas, Northeastern Texas et Nortex, est le terme utilisé principalement par les résidents de Dallas, de Fort Worth et des régions avoisinantes pour décrire une grande partie de la partie nord de l'État américain du Texas. Les habitants du Dallas/Fort Worth Metroplex considèrent généralement que le nord du Texas désigne la zone située au sud de l'Oklahoma, à l'est d'Abilene, à l'ouest de Paris et au nord de Waco. Une formule plus précise, pour cette région, serait la partie nord de la partie centrale du Texas. Elle ne comprend pas le Texas Panhandle, qui s'étend plus au nord que la région décrite précédemment, ni la majeure partie de la région près de la frontière nord du Texas. De nos jours, le nord du Texas est centré sur le Dallas-Fort Worth Metroplex, la plus grande région métropolitaine du Texas. Les habitants des régions de Dallas et de Fort Worth utilisent parfois les termes Metroplex, DFW et North Texas de façon interchangeable. Cependant, le nord du Texas fait référence à une région beaucoup plus vaste qui comprend de nombreux comtés ruraux, le long de la frontière nord. Pendant les premières années de la guerre de Sécession, il y avait de nombreux unionistes dans les comtés ruraux, car il y avait peu d'esclavagistes. Bon nombre des plus grandes villes du nord du Texas, à l'exception de Dallas et de Fort Worth, ont encore le mode de vie rural du sud, surtout dans leur dialecte, religion et cuisine. 